# Botryllus tuberatus
Botryllus tuberatus är en sjöpungsart som beskrevs av Friedrich Ritter och William Forsyth 1917. Botryllus tuberatus ingår i släktet Botryllus och familjen Styelidae. Inga underarter finns listade.